# 2029
سنة 2029 (بالأرقام الرومانية: MMXXIX) ستكون سنة بسيطة تبدأ يوم الإثنين (الرابط يظهر نموذج الجدول الزمني الكامل للسنة) من التقويم الغريغوري. وهي السنة 2029 بعد الميلاد والسنة 29 في الألفية الثالثة والقرن الواحد والعشرون وستكون السنة ال10 والاخيرة في عقد 2020.

## أحداث متوقعة

### أبريل
- اقتراب نيزك أبوفيس من الأرض وقد يصطدم بها.